# Effets à long terme des antipsychotiques
 (mars 2025).
 Mise en garde médicale
Les antipsychotiques constituent un pilier du traitement de la schizophrénie et d'autres troubles psychotiques depuis leur introduction dans les années 1950. Bien que leur efficacité dans la gestion des symptômes psychotiques aigus soit bien établie, leurs effets à long terme font l'objet de débats et de recherches continus au sein de la communauté psychiatrique. Étant donné que les patients nécessitent souvent un traitement sur de longues périodes, parfois sur plusieurs décennies, il est essentiel de comprendre les impacts à long terme des antipsychotiques afin d'optimiser la prise en charge et les résultats cliniques,.
L’évaluation des effets à long terme des antipsychotiques repose sur de nombreuses études menées au fil des décennies, mettant en lumière leur impact sur les résultats cliniques, la santé physique, la mortalité et la structure cérébrale. L’équilibre entre les bénéfices du contrôle des symptômes et les risques potentiels d’une utilisation prolongée est un enjeu essentiel, offrant aux cliniciens et aux patients des éléments clés pour orienter les choix thérapeutiques.
Des recherches récentes ont mis en évidence à la fois les effets protecteurs de l'utilisation à long terme des antipsychotiques, comme la réduction des taux de mortalité chez les personnes atteintes de schizophrénie,, et certaines préoccupations potentielles, notamment les troubles métaboliques et les modifications du volume cérébral,.
La surprescription d'antipsychotiques chez les personnes âgées atteintes de démence est évidente,,,. Une étude observationnelle récente a lié l’utilisation d’antipsychotiques chez les patients atteints de démence à des risques accrus d'accident vasculaire cérébral, de thromboembolie veineuse, d'infarctus du myocarde, d'insuffisance cardiaque, de fractures, de pneumonie et de lésion rénale aiguë, suggérant que les risques pourraient l'emporter sur les bénéfices pour de nombreux patients,.

## Liste d'effets secondaires à long terme
- Maladie d'Alzheimer[10],[11]
- Akathisie
- Anhédonie
- Anxiété
- Dysfonction cognitive[12],[13],[14]
- Aggravation de la démence[15],[16]
- Diabète[17]
- Gynécomastie[18]
- Hyperglycémie
- Hyperprolactinémie causant une dysfonction sexuelle chez l'homme[19]
- Hyponatrémie - niveau sanguins de sodium diminués.
- Syndrome métabolique
- Syndrome déficitaire induit par les neuroleptiques
- Syndrome malin des neuroleptiques
- Crises oculogyres
- Parkinsonisme
- Somnolence
- Dyskinésie tardive[20]
- Gain de poids[21]

Des études présentées sur le site MindFreedom affirment que les antipsychotiques causeraient une diminution des zones cérébrales supérieures. Cependant, des données corrélationnelles suggèrent également que les patients prenant des antipsychotiques, comme les personnes atteintes de schizophrénie, ont tendance à adopter des habitudes de vie malsaines, comme le tabagisme, qui pourraient aggraver la perte de matière grise.
Il existe très peu d’études sur des témoins sains. De même, les recherches sur les effets à long terme chez les animaux sont limitées. Aucune étude n’a été menée sur les effets à long terme de la polypharmacie (prescription de plusieurs antipsychotiques simultanément), bien que cette pratique soit largement répandue.

## Mort cardiaque subite
Le traitement antipsychotique à long terme a été lié à un risque accru de mort cardiaque subite, comme le confirment plusieurs études épidémiologiques rigoureuses. Une vaste étude rétrospective menée auprès des bénéficiaires de Medicaid du Tennessee a montré que les utilisateurs actuels d'antipsychotiques typiques et atypiques avaient un risque accru de mort subite, proportionnel à la dose, par rapport aux non-utilisateurs. Les ratios d'incidence ajustés étaient de 2,00 (IC 95 %, 1,69–2,35) pour les antipsychotiques typiques et de 2,27 (IC 95 %, 1,89–2,73) pour les antipsychotiques atypiques, sans différence significative entre les deux classes. Ce risque accru a été observé même à faibles doses et pour des indications autres que la schizophrénie, ce qui suggère un impact plus large sur diverses populations de patients.
Le mécanisme à l'origine de ce risque accru serait principalement lié aux effets de ces médicaments sur l'électrophysiologie cardiaque. Il a été démontré que les antipsychotiques bloquent les courants potassiques de repolarisation in vitro et prolongent l'intervalle QT, des facteurs clés dans le développement des tachyarythmies ventriculaires pouvant entraîner une mort cardiaque subite,. Le risque semble être dose-dépendant, des doses plus élevées étant associées à un risque accru,. Pour les antipsychotiques typiques, le ratio d'incidence passe de 1,31 (IC 95 %, 0,97–1,77) pour les faibles doses à 2,42 (IC 95 %, 1,91–3,06) pour les doses élevées, avec une différence statistiquement significative (p < 0,001). De même, pour les antipsychotiques atypiques, le ratio d'incidence passe de 1,59 (IC 95 %, 1,03–2,46) pour les faibles doses à 2,86 (IC 95 %, 2,25–3,65) pour les doses élevées (p = 0,015).
Le risque de mort cardiaque subite lié à l'utilisation prolongée des antipsychotiques semble persister même après prise en compte de divers facteurs de confusion. Une analyse appariée sur le score de propension, excluant les individus présentant un diagnostic initial de schizophrénie ou de psychoses apparentées et assurant une répartition équivalente des comorbidités psychiatriques de base entre les utilisateurs et les non-utilisateurs d’antipsychotiques, a abouti à des résultats comparables à ceux de l’analyse de la cohorte principale. Cela suggère que le risque accru n’est pas uniquement imputable aux troubles psychiatriques sous-jacents ou aux facteurs de mode de vie associés. De plus, le risque était élevé même dans une analyse excluant les utilisateurs à long terme, ce qui indique que les effets aigus du médicament jouent un rôle important dans l'augmentation du risque de mort cardiaque subite. Ces résultats soulignent l'importance de prendre en compte les risques cardiaques potentiels lors de la prescription d'antipsychotiques, en particulier pour un usage à long terme et chez les patients présentant une maladie cardiovasculaire préexistante,.

## Tolérance
L'utilisation à long terme des antipsychotiques peut entraîner le développement d'une tolérance, un phénomène où l'efficacité du médicament diminue avec le temps, nécessitant des doses plus élevées pour obtenir le même effet thérapeutique. Cet effet de tolérance serait dû à la réponse adaptative du cerveau au traitement antipsychotique chronique. L'apparition d'une psychose de supersensibilité, caractérisée par une aggravation des symptômes lors de l'arrêt du médicament ou de la réduction de la dose, est considérée comme une manifestation de cet effet de tolérance.
Le développement de la tolérance aux antipsychotiques suit des principes fondamentaux de l'apprentissage et de la mémoire, impliquant à la fois des phases d'induction (acquisition) et d'expression. Ce processus résulte de modifications de la neuroplasticité induites par le médicament ainsi que de perturbations des processus psychologiques fondamentaux. Les preuves en faveur de l'hypothèse de la tolérance reposent notamment sur le fait que les patients atteints de schizophrénie à leur premier épisode réagissent à des doses plus faibles d'antipsychotiques et présentent une plus grande sensibilité aux effets secondaires que les patients chroniques exposés à long terme à ces traitements.
Les études cliniques ont apporté des éléments supplémentaires en faveur du développement de la tolérance aux antipsychotiques. Une étude récente a montré que la dose d’antipsychotiques nécessaire pour traiter une rechute psychotique était nettement plus élevée que celle requise pour un premier épisode de psychose, soutenant ainsi l’hypothèse de la supersensibilité dopaminergique sous l’angle de la tolérance. Cependant, il est important de noter qu'il existe des explications alternatives à cette observation, telles que la possibilité que chaque épisode de psychose représente une progression de la maladie, nécessitant des doses plus élevées de médicaments pour soulager les symptômes.
Malgré ces résultats, les preuves en faveur de la tolérance aux antipsychotiques demeurent quelque peu controversées. Certaines études n'ont pas réussi à apporter un soutien constant à l'hypothèse de la supersensibilité dopaminergique, qui prévoit une rechute rapide après l'arrêt des antipsychotiques chez les patients ayant reçu un traitement prolongé. De plus, les profils de rechute et les caractéristiques cliniques sont généralement similaires chez les patients ayant des durées de traitement plus longues ou plus courtes, ce qui n'est pas entièrement compatible avec l'hypothèse de la tolérance. Ces résultats contradictoires soulignent la complexité des effets des antipsychotiques sur le cerveau et mettent en évidence la nécessité de poursuivre les recherches pour élucider pleinement les mécanismes et les implications cliniques de la tolérance aux antipsychotiques.

## Dyskinésie tardive
La dyskinésie tardive (DT) est un effet secondaire grave et potentiellement irréversible associé à l'utilisation à long terme des antipsychotiques. Le risque de développer une DT varie en fonction du type de médicament antipsychotique utilisé. Les antipsychotiques de première génération ou antipsychotiques typiques (AT) ont été associés à un risque plus élevé de DT par rapport aux antipsychotiques de deuxième génération ou atypique (AA). Des études ont rapporté un taux d'incidence annuel d'environ 5 % chez les adultes utilisant des neuroleptiques typiques à long terme,. En revanche, le risque semble être plus faible avec les AA, une méta-analyse ayant trouvé un taux annualisé de 2,6 % par an.
Plusieurs facteurs peuvent augmenter le risque de développer une dyskinésie tardive. Ceux-ci incluent l'âge avancé, le sexe féminin (en particulier les femmes post-ménopausées), les troubles de l'humeur, l'abus d'alcool ou de substances, les handicaps développementaux, le diabète, la dépendance à la cigarette et l'utilisation de médicaments anticholinergiques,. La durée de l'exposition aux antipsychotiques est également un facteur critique, le risque cumulé augmentant plus le traitement dure. Cependant, il est important de noter que la dyskinésie tardive peut survenir même après une exposition à court terme aux antipsychotiques.
Bien que les AA soient généralement considérés comme ayant un risque plus faible de causer une dyskinésie tardive, ils ne sont pas exempts de risques. Une étude récente a trouvé un taux de prévalence de 5,1 % de dyskinésie tardive chez les patients atteints de trouble bipolaire traités par des AA. De plus, environ 21 % des utilisateurs actuels d'AA manifestent des signes de dyskinésie tardive, contre environ 30 % de ceux prenant des AT.

## Personnalité et comportement
L'utilisation prolongée d'antipsychotiques peut avoir des effets négatifs notables sur la personnalité et le comportement, comme l'ont démontré plusieurs études scientifiques. Ces effets peuvent profondément influencer la qualité de vie et le fonctionnement global d'une personne. L'un des impacts les plus significatifs est l'altération des processus émotionnels et de la motivation. Une analyse des expériences subjectives des utilisateurs d'antipsychotiques sur internet a révélé que l'émoussement des émotions ou l'anhédonie était un effet commun rapporté pour différents médicaments antipsychotiques. De nombreux participants ont rapporté des émotions atténuées ou anesthésiées, une perte d'intérêt et de motivation, une réduction de la créativité, ainsi que des changements perçus dans leur personnalité. Dans une étude, 85 % des participants ont signalé un émoussement émotionnel, ce qui peut entraîner des difficultés dans les relations interpersonnelles et le fonctionnement social en général. La perte de motivation, évoquée par 86 % des participants, constitue une préoccupation significative, car elle peut avoir un impact majeur sur la personnalité d'une personne, modifiant potentiellement ses intérêts, ses objectifs et ses façons d'interagir socialement. 
Un autre effet négatif important de l'utilisation à long terme d'antipsychotiques est l'impact sur le fonctionnement cognitif, ce qui peut influencer de manière substantielle le comportement et la personnalité. De nombreuses personnes rapportent une lenteur de la pensée (86 % des participants dans une étude) et des difficultés de concentration. Ces effets cognitifs peuvent influencer les processus de prise de décision, les capacités de résolution de problèmes et la flexibilité cognitive générale d'un individu, autant d'éléments essentiels de la personnalité et du comportement. L'expérience de « brouillard mental » et les sentiments de diminution de l'intelligence rapportés par de nombreuses personnes peuvent entraîner des changements dans la perception de soi et la confiance en soi, modifiant potentiellement la manière dont les individus se voient et interagissent avec les autres.
L'utilisation à long terme d'antipsychotiques a également été associée à des changements de comportement qui peuvent être confondus avec les symptômes d'une maladie mentale. Les effets sédatifs de ces médicaments, combinés à la perte de motivation et à l'engourdissement émotionnel, peuvent entraîner des comportements ressemblant à ceux de la dépression ou aux symptômes négatifs de la schizophrénie. Cela peut créer une interaction complexe entre les effets des médicaments et les troubles mentaux sous-jacents, rendant le traitement et les relations personnelles plus difficiles. En outre, ces modifications comportementales peuvent nuire à la capacité d'un individu à s'engager dans une activité professionnelle, les études et les activités sociales, ce qui pourrait entraîner des changements durables dans son parcours de vie et son développement personnel[réf. nécessaire].
L'impact des antipsychotiques sur la fonction sexuelle et le désir est un autre sujet de préoccupation majeur qui peut affecter la personnalité et le comportement. La perte de désir sexuel a été signalée comme un effet secondaire grave par de nombreuses personnes sous traitement antipsychotique à long terme.

### Comportement suicidaire
L'expérience des symptômes de sevrage et le risque suicidaire accru sont des préoccupations sérieuses liées à l'utilisation à long terme des antipsychotiques, pouvant avoir des effets dramatiques sur le comportement et la personnalité. Les symptômes de sevrage ont été signalés comme un problème majeur par de nombreuses personnes, ce qui peut rendre difficile l'arrêt du traitement, même lorsqu'il est souhaité. Plus alarmant encore, 58,3 % des participants d'une étude ont signalé avoir éprouvé des pensées suicidaires comme effet secondaire de la prise de médicaments antipsychotiques, dont 21,1 % les ont qualifiées de graves.
Des études ont révélé que 40 à 79 % des patients schizophrènes avaient des pensées suicidaires. Une méta-analyse complète publiée en 2005 estimait que 4,9 % des personnes atteintes de schizophrénie mourront par suicide au cours de leur vie, généralement près du début de la maladie. Un suivi rapproché est donc essentiel afin de minimiser les risques de comportement suicidaire chez les patients placés sous traitement antipsychotique.

## Volume cérébral
Les effets à long terme de l'utilisation des antipsychotiques sur le volume cérébral ont été largement étudiés et débattus au sein de la communauté psychiatrique. De nombreuses études ont rapporté des changements dans la structure cérébrale associés à un traitement antipsychotique prolongé, soulevant des questions sur l'impact potentiel de ces médicaments sur la santé cérébrale à long terme.
Une méta-analyse d'études longitudinales par IRM a trouvé des preuves de réductions progressives du volume de substance grise, corrélées inversement avec la dose cumulative estimée d'antipsychotiques. Cela suggère que des doses plus élevées d'antipsychotiques au fil du temps pourraient être associées à des réductions plus importantes du volume de matière grise.
Dans une étude observationnelle en milieu réel portant sur 211 individus atteints de schizophrénie sur une période moyenne de 7,2 ans, les chercheurs ont trouvé que les antipsychotiques influençaient de manière significative les volumes cérébraux, même après avoir pris en compte la durée et la gravité de la maladie. L'étude a rapporté que des doses plus élevées d'antipsychotiques étaient associées à des réductions plus importantes du volume de matière grise, en particulier dans les régions frontales et temporales.
Des études de suivi à court terme utilisant divers traitements antipsychotiques ont également observé des modifications significatives de la structure et de la fonction cérébrale chez les patients présentant un premier épisode psychotique. Ces études suggèrent que les effets des antipsychotiques sur la structure cérébrale peuvent commencer relativement tôt dans le traitement et persister au fil du temps.
Bien que de nombreuses études rapportent des réductions de volume associées à l'utilisation des antipsychotiques, certaines recherches ont mis en évidence des effets potentiellement protecteurs. Par exemple, certaines études ont suggéré que les antipsychotiques de deuxième génération pourraient être associés à une perte de volume cérébral moins importante que ceux de première génération. De plus, le traitement antipsychotique a été lié à des augmentations du volume des ganglions de la base et de la matière blanche dans certaines études.

## Dysfonction cognitive
La question de savoir si le traitement antipsychotique à long terme provoque des troubles cognitifs chez les patients atteints de schizophrénie et d'autres troubles psychotiques est complexe et a fait l'objet de nombreuses études scientifiques aux résultats parfois contradictoires. Cependant, un nombre croissant de preuves suggère que l'utilisation prolongée des antipsychotiques pourrait effectivement être associée à un déclin cognitif chez certains patients.
Une étude publiée en 2021 dans l'International Journal of Geriatric Psychiatry a montré que l'utilisation à long terme des antipsychotiques était liée à un déclin cognitif accru et à une progression plus rapide de la démence chez les adultes âgés vivant en communauté et souffrant de la maladie d'Alzheimer légère à modérée. Les chercheurs ont constaté que l'usage des antipsychotiques était fortement associé à un déclin cognitif accéléré à 12 et 18 mois, ainsi qu'à une évolution plus rapide de la démence. Il est à noter que les porteurs de l'APOE ε4 ont présenté un déclin cognitif significativement plus marqué avec l'utilisation prolongée des antipsychotiques, suggérant une possible vulnérabilité génétique à ces effets.
D'autres preuves proviennent d'une étude naturaliste publiée en 2016, qui a examiné l'association entre la dose cumulative d'antipsychotiques au cours de la vie et la cognition dans la schizophrénie, après une moyenne de 16,5 ans de maladie. Les chercheurs ont constaté que des doses plus élevées d'antipsychotiques cumulées au cours de la vie étaient significativement liées à des scores cognitifs composites plus faibles, même après avoir ajusté pour le sexe, l'âge d'apparition et le nombre de jours d'hospitalisation dans la vie. Cette étude a été la première à établir une association entre la dose cumulative d'antipsychotiques et la cognition globale dans la schizophrénie à l'âge moyen, suggérant que l'exposition prolongée aux antipsychotiques pourrait être associée à une diminution de la performance cognitive.
Une étude plus récente, publiée dans Nature en 2024, offre de nouvelles perspectives sur les mécanismes possibles du déclin cognitif lié aux antipsychotiques. Les auteurs soulignent que, bien que les données précliniques aient suggéré que les antipsychotiques de deuxième génération pourraient potentiellement améliorer les troubles cognitifs, les récentes études cliniques de grande envergure montrent que les effets cognitifs de ces médicaments sont, au mieux, légèrement positifs. De plus, un nombre croissant d'études indique que les antipsychotiques peuvent en réalité aggraver les fonctions cognitives, notamment dans des domaines spécifiques tels que l'apprentissage verbal, la mémoire et le fonctionnement global. L'étude met également en lumière l'importance de prendre en considération l'impact des effets secondaires sur la fonction cognitive, car des effets courants comme la sédation, les troubles moteurs et la vision floue peuvent avoir une influence considérable sur la performance cognitive.
Il est cependant important de noter que toutes les études n'ont pas trouvé d'effets cognitifs négatifs associés à l'utilisation à long terme des antipsychotiques. Par exemple, une étude publiée dans Psychiatry Investigation a révélé que le traitement à long terme par rispéridone améliorait les performances des patients schizophrènes lors des évaluations de l'attention, en particulier celles impliquant l'attention sélective. De plus, une revue systématique et une méta-analyse publiées dans JAMA Psychiatry en 2024 ont identifié des troubles cognitifs chez les patients atteints de psychose de premier épisode avant le début du traitement antipsychotique, suggérant que certains déficits cognitifs pourraient être inhérents à la maladie plutôt que causés par les médicaments. Les résultats variés montrent la complexité du lien entre les antipsychotiques et la cognition, nécessitant des recherches supplémentaires pour mieux comprendre leurs effets à long terme.

## Démence
L'utilisation à long terme des antipsychotiques a été associée à un risque accru de démence dans plusieurs études. Une étude de grande envergure menée au Royaume-Uni, publiée en avril 2024, a révélé que les médicaments antipsychotiques comportent des risques plus importants de survenue conditions de maladies grave que ce qui était pensé auparavant, y compris un risque accru d'accident vasculaire cérébral, de caillots sanguins, de crise cardiaque, d'insuffisance cardiaque, de fractures, de pneumonie et de lésions rénales chez les personnes atteintes de démence.
De nombreuses études ont montré que l'utilisation des antipsychotiques est associée à un déclin cognitif chez les patients atteints de démence. Une étude de 2011 a révélé que les patients sous antipsychotiques avaient un déclin plus important que ceux placés sous placebo sur plusieurs mesures cognitives, y compris le Mini-Mental State Examination (MMSE) et un score de synthèse cognitive. Une autre étude publiée en 2021 a rapporté que l'utilisation à long terme des antipsychotiques était associée à un déclin cognitif plus important et à une progression de la démence chez les adultes âgés vivant à domicile et atteints de la maladie d'Alzheimer légère à modérée.
La relation entre l'utilisation des antipsychotiques et le risque de démence semble être dose-dépendante. Une étude cas-témoin publiée en 2021 a révélé que les traitements antipsychotiques de deuxième génération de plus de 3 mois étaient associés à un risque plus élevé de démence au sens large par rapport à l'absence d'utilisation d'antipsychotiques. De plus, une étude de la cohorte de naissance du Nord de la Finlande de 1966 a trouvé que des doses cumulées plus élevées d'antipsychotiques sur la durée de vie étaient associées de façon significative à une performance cognitive diminuée à l'âge de 43 ans chez les individus atteints de schizophrénie.
Bien que les mécanismes sous-jacents à l'association entre l'utilisation des antipsychotiques et le risque de démence ne soient pas entièrement compris, certains chercheurs ont suggéré que la charge anticholinergique pourrait jouer un rôle. Les médicaments antipsychotiques varient en fonction de leur degré d'antagonisme des récepteurs de l'acétylcholine, et l'exposition aux médicaments anticholinergiques a été associée à un risque significativement accru de démence. Il est important de noter que la relation entre les antipsychotiques et la démence est complexe, et des recherches supplémentaires sont nécessaires pour identifier les groupes de patients, les médicaments et les schémas thérapeutiques à risque.

## Neurodéveloppement
L'utilisation prolongée d'antipsychotiques chez les enfants peut avoir un impact notable sur le développement du cerveau, comme le montrent de nombreuses études scientifiques. Ces effets sont complexes et dépendent de plusieurs facteurs, notamment le type de médicament, la dose administrée, la durée du traitement et les caractéristiques individuelles. L'une des principales inquiétudes concerne le risque d'atrophie cérébrale. Les chercheurs alertent sur le fait que ces médicaments pourraient entraîner une réduction du volume cérébral, en particulier chez les enfants dont le cerveau est encore en pleine maturation. Cela est particulièrement préoccupant, sachant que le cortex préfrontal, responsable de la logique et du raisonnement, ne se développe complètement qu'au milieu de la vingtaine. L'exposition de ces cerveaux encore immatures aux médicaments psychotropes peut affecter la plasticité cérébrale et potentiellement impacter le développement neuronal normal.
Les recherches sur des modèles animaux permettent de mieux comprendre les effets à long terme d'une exposition précoce aux antipsychotiques. Des études menées sur des rats juvéniles ont montré qu'un traitement antipsychotique administré lors de phases cruciales du développement neurologique pouvait induire des modifications durables du système de neurotransmission dopaminergique. Ces altérations ont été observées dans différentes régions du cerveau, notamment l'aire tegmentale ventrale, le cortex préfrontal et le noyau accumbens, et variaient selon le sexe des sujets. De telles modifications du système dopaminergique pourraient avoir des répercussions sur les fonctions cognitives, la motivation et la régulation des émotions.
L'effet des antipsychotiques sur les systèmes de neurotransmission ne se réduit pas à la dopamine. Par exemple, des recherches ont révélé qu'un traitement prolongé à la fluoxétine, un ISRS fréquemment prescrit aux enfants, pouvait provoquer un développement atypique du système sérotoninergique. Cet effet a été observé jusqu'à l'âge adulte, même après l'arrêt du traitement. De telles modifications des systèmes de neurotransmission durant des périodes critiques du développement pourraient avoir des conséquences majeures sur le fonctionnement du cerveau et le comportement.
Il est crucial de souligner que les effets des antipsychotiques sur le développement du cerveau peuvent différer selon le médicament utilisé et les facteurs individuels. Une étude portant sur l'utilisation à long terme des antipsychotiques chez les enfants et les adolescents a montré que, bien que toutes les études aient observé des améliorations sur le plan symptomatique ou fonctionnel, la prise de poids a été identifiée comme un effet secondaire notable. Cela met en évidence le profil complexe des risques et des bénéfices de ces médicaments, et l'importance d'une évaluation minutieuse lors de leur prescription aux jeunes patients. En raison des risques de modifications à long terme de la structure et des fonctions cérébrales, des recherches approfondies sont nécéssaires afin de mieux comprendre les conséquences de l'utilisation des antipsychotiques chez les enfants et de développer des alternatives thérapeutiques plus sûres.

### Développement prénatal
Les effets de l'utilisation d'antipsychotiques par la mère sur le développement fœtal ont été largement étudiés, avec des résultats à la fois rassurants et préoccupants. En ce qui concerne les malformations congénitales, les grandes études n'ont généralement pas observé de risque accru significatif associé à l'utilisation d'antipsychotiques pendant la grossesse. Une étude nationale portant sur 1,3 million de femmes enceintes n'a pas montré d'augmentation notable du risque de malformations congénitales globalement, ni de malformations cardiaques spécifiquement pour la plupart des antipsychotiques, à l'exception potentielle de la rispéridone, qui nécessite des recherches complémentaires. Une autre étude portant sur plus de 500 000 grossesses a conclu de manière similaire qu'il y avait un effet tératogène limité ou inexistant lié à l'exposition aux antipsychotiques au premier trimestre de la grossesse.
Cependant, l'utilisation d'antipsychotiques pendant la grossesse a été associée à des issues défavorables pour la mère et le nouveau-né. Des études ont montré un risque accru de diabète gestationnel, en particulier avec l'olanzapine et la clozapine. Il existe également des risques potentiels de prématurité, de poids de naissance trop faible ou trop élevé, ainsi que des nourissons petits pour l'âge gestationnel, bien que certaines de ces associations aient été réduites après ajustement des facteurs maternels,. En outre, des cas de symptômes de sevrage néonatal et de mouvements musculaires anormaux ont été signalés chez les nouveau-nés exposés aux antipsychotiques in utero, ce qui a conduit à une communication de sécurité de la FDA sur ce sujet. Bien que la plupart de ces effets semblent être transitoires, les conséquences neurodéveloppementales à long terme pour les enfants exposés aux antipsychotiques pendant la grossesse demeurent incertaines en raison du nombre limité d'études longitudinales.

## Prise de poids et obésité
L'utilisation à long terme des antipsychotiques est fortement associée à la prise de poids et à l'obésité, comme en témoignent de nombreuses études scientifiques. Presque tous les antipsychotiques ont se sont révélés entraînainer une prise de poids après une utilisation prolongée, à l'exception de l'amisulpride, de l'aripiprazole et de la ziprasidone, qui entraînent des changements de poids négligeables. Le risque de prise de poids semble être le plus élevé avec l'olanzapine et la clozapine. Cette prise de poids peut être significative, une étude rapportant que 78,8 % des patients recevant des agents antipsychotiques ont augmenté leur poids de base de plus de 7 %.
La chronologie de la prise de poids induite par les antipsychotiques suit un schéma distinct. Le poids augmente rapidement durant la période initiale après le début du traitement antipsychotique, l'augmentation la plus rapide ayant lieu au cours des six premiers mois. Cependant, les patients continuent de prendre du poids à long terme, les études indiquant que l'augmentation du poids peut se poursuivre pendant 1 à 4 ans après le début du traitement. Le taux de prise de poids diminue progressivement et se stabilise au bout de plusieurs mois, mais le temps nécessaire pour atteindre ce plateau varie selon les antipsychotiques, allant de 4 à 9 mois pour l'olanzapine à 42-46 mois pour la clozapine.
Les mécanismes derrière la prise pondérale induite par les antipsychotiques sont complexes et ne sont pas entièrement compris. Cependant, des recherches récentes ont suggéré qu'une concentration accrue de l'hormone leptine dans les cellules graisseuses pourrait en être responsable,. On pense que les antipsychotiques induisent des changements dans l'appétit et la consommation alimentaire, probablement en raison d'interactions avec les systèmes de neurotransmetteurs sérotoninergiques, histaminergiques et dopaminergiques. Ces interactions peuvent entraîner une augmentation de l'appétit et de la consommation alimentaire, contribuant ainsi à la prise de poids au fil du temps.
Les conséquences à long terme de la prise de poids induite par les antipsychotiques sont importantes. La prise de poids et l'obésité associées à l'utilisation des antipsychotiques peuvent entraîner une augmentation de la morbidité et de la mortalité cardiovasculaires et cérébrovasculaires, une qualité de vie réduite et une mauvaise observance du traitement. De plus, de nombreuses personnes développent une résistance à l'insuline et un diabète en raison de la prise de poids induite par les antipsychotiques,. Les effets néfastes de ces troubles cardiométaboliques s'accumulent au fil du temps, contribuant ainsi à l'écart de mortalité de 10 à 20 ans observé chez les personnes souffrant de troubles mentaux graves.
Compte tenu des graves implications pour la santé de la prise de poids induite par les antipsychotiques, les stratégies de gestion sont cruciales. Les interventions liées au mode de vie, y compris l'exercice supervisé ou non structuré, le conseil diététique, l'entretien motivationnel et la thérapie cognitivo-comportementale, ont montré des effets bénéfiques significatifs sur la perte de poids et d'autres paramètres métaboliques. De plus, des interventions pharmacologiques telles que la metformine ont été étudiées pour leur potentiel à atténuer la prise de poids induite par les antipsychotiques. Cependant, l'approche la plus efficace semble être une surveillance attentive et une intervention précoce, car une prise de poids rapide de plus de 5 % au cours du premier mois est le meilleur prédicteur d'une prise de poids significative à long terme.

## Hyperprolactinémie
L'hyperprolactinémie est un effet secondaire important à long terme des médicaments antipsychotiques. Cette complication endocrinienne peut survenir chez environ 33 % des patients traités par antipsychotiques, avec une prévalence plus élevée chez les femmes en âge de procréer. Le mécanisme à l’origine de cet effet secondaire est lié à l’action des antipsychotiques sur les récepteurs dopaminergiques D2, qui inhibent normalement la sécrétion de prolactine. En bloquant ces récepteurs, les antipsychotiques peuvent entraîner une élévation prolongée des niveaux de prolactine,.
Il est important de noter que tous les antipsychotiques n'ont pas le même potentiel pour provoquer l'hyperprolactinémie. Certains médicaments, comme l'amisulpride et la rispéridone, sont fortement associés à une élévation de la prolactine, tandis que d'autres, comme la clozapine, l'aripiprazole et l'olanzapine, ont un impact moindre sur les niveaux de prolactine,. La durée de l'exposition aux antipsychotiques joue également un rôle dans le développement de l'hyperprolactinémie. Bien que les niveaux de prolactine puissent augmenter dans les heures suivant le début du traitement antipsychotique, ils atteignent généralement un pic dans les 1 à 2 mois et peuvent ensuite diminuer progressivement.
Les conséquences de l'hyperprolactinémie induite par les antipsychotiques peuvent être à la fois à court terme et à long terme. À court terme, les patients peuvent éprouver des dysfonctionnements sexuels, des troubles menstruels et de la galactorrhée, ce qui peut avoir un impact significatif sur leur qualité de vie et leur observance du traitement,. Les conséquences à long terme sont plus préoccupantes et peuvent inclure une diminution de la densité minérale osseuse, augmentant ainsi le risque d'ostéoporose et de fractures. Une méta-analyse a montré que l'exposition aux antipsychotiques est associée à un risque accru de fracture du col du fémur et de fractures globales, en particulier avec l'utilisation prolongée d'antipsychotiques augmentant la prolactine.
La gestion de l'hyperprolactinémie induite par les antipsychotiques représente un défi clinique. Une surveillance régulière des niveaux de prolactine est cruciale, en particulier pendant les phases initiales du traitement. Les stratégies de traitement peuvent inclure le passage à un antipsychotique ayant une moindre propension à élever la prolactine ou l'ajout d'aripiprazole en tant que thérapie adjuvante. Plusieurs méta-analyses ont démontré l'efficacité et la sécurité de l'ajout d'aripiprazole dans la normalisation des niveaux de prolactine sans compromettre l'efficacité des antipsychotiques. Cependant, la décision de traiter l'hyperprolactinémie doit être soigneusement évaluée en fonction du risque d'exacerbation des symptômes psychiatriques et doit être adaptée aux besoins individuels de chaque patient et à ses facteurs de risque,.

## Dysfonction sexuelle
Le traitement antipsychotique à long terme peut entraîner une dysfonction sexuelle chez de nombreux patients. Il s'agit d'un effet secondaire important et souvent sous-estimé, qui peut avoir un impact majeur sur la qualité de vie et l'adhérence au traitement. La prévalence de la dysfonction sexuelle associée à l'utilisation d'antipsychotiques est assez élevée. Des études ont montré que 30 à 80 % des patients prenant des antipsychotiques éprouvent une forme de dysfonction sexuelle,. Cela peut se manifester par une baisse de la libido, des troubles érectiles, des problèmes d’éjaculation, des troubles de l’orgasme et une diminution de la lubrification vaginale. Les effets secondaires sexuels sont généralement plus fréquents avec les antipsychotiques typiques (de première génération) que ceux atypiques (de deuxième génération), bien qu'ils puissent se produire avec les deux types,.
Le mécanisme principal derrière la dysfonction sexuelle induite par les antipsychotiques semble être lié à l'antagonisme de la dopamine et à des niveaux élevés de prolactine,,. La plupart des antipsychotiques agissent en bloquant les récepteurs D2 de la dopamine dans le cerveau. Ce blocage, dans la voie tubéroinfundibulaire, entraîne une désinhibition de la libération de prolactine par l’hypophyse, ce qui conduit à une hyperprolactinémie. Des niveaux élevés de prolactine peuvent perturber le fonctionnement normal des hormones sexuelles, entraînant des troubles sexuels. Par ailleurs, le blocage de la dopamine lui-même peut affecter directement la fonction sexuelle, la dopamine étant essentielle dans l’excitation sexuelle et la récompense. D'autres mécanismes proposés incluent l'antagonisme des récepteurs alpha-adrénergiques, histaminiques et muscariniques, ainsi que des modifications de la signalisation de l'oxyde nitrique,.
Les effets secondaires sexuels spécifiques et leur gravité peuvent varier selon les médicaments antipsychotiques. La rispéridone et la palipéridone ont tendance à provoquer la plus grande élévation de la prolactine et les troubles sexuels les plus importants,. L'halopéridol et d'autres antipsychotiques typiques sont également fortement associés à ces effets. En revanche, l'aripiprazole, la quétiapine et la clozapine ont tendance à présenter des taux d'effets secondaires sexuels plus faibles,,. Cela est probablement lié à leurs profils de liaison aux récepteurs distincts et à leur propension moindre à augmenter les niveaux de prolactine. L'olanzapine présente un risque d'effets secondaires sexuels intermédiaire,.
La gestion de la dysfonction sexuelle induite par les antipsychotiques nécessite une approche multifacette. La première étape consiste souvent à envisager de passer à un antipsychotique ayant un risque plus faible d'effets secondaires sexuels, comme l'aripiprazole, la quétiapine ou la clozapine. Si un changement de médicament n'est pas possible, une réduction de la dose de l'antipsychotique actuel peut aider à atténuer les symptômes dans certains cas. Une autre stratégie consiste à ajouter de l'aripiprazole en traitement adjuvant, car ses effets d'agoniste partiel de la dopamine peuvent aider à normaliser les niveaux de prolactine,. Pour la dysfonction érectile en particulier, les inhibiteurs de la phosphodiestérase de type 5, comme le sildénafil, ont montré des bénéfices. D'autres interventions potentielles qui ont été étudiées incluent l'ajout de bupropion, d'amantadine ou de cabergoline pour contrer l'élévation de la prolactine,. Cependant, les preuves soutenant plusieurs de ces approches sont encore limitées, et il est essentiel de bien évaluer les risques et les bénéfices.
La prévention et la détection précoce des effets secondaires sexuels sont cruciales. Les cliniciens doivent évaluer de manière proactive la fonction sexuelle des patients prenant des antipsychotiques, car de nombreux patients peuvent être réticents à signaler spontanément ces problèmes,. L'utilisation de questionnaires validés, tels que l'Arizona Sexual Experience Scale (ASEX), peut aider à standardiser l'évaluation. Lors de l'initiation d'un traitement antipsychotique, il convient de prendre en compte le choix de médicaments ayant un risque plus faible d'effets secondaires sexuels, en particulier chez les patients plus jeunes ou ceux pour lesquels la fonction sexuelle est une priorité. De plus, la psychoéducation sur les effets secondaires sexuels potentiels et les stratégies pour y faire face peut aider à améliorer l'adhérence au traitement et les résultats. Dans l'ensemble, une approche centrée sur le patient, qui équilibre le contrôle des symptômes et la qualité de vie, est essentielle pour gérer cet effet secondaire difficile à vivre des médicaments antipsychotiques.

## Fertilité
L'utilisation à long terme des antipsychotiques peut avoir des effets significatifs sur la fertilité masculine et féminine, avec des mécanismes et des résultats distincts pour chaque sexe. Ces effets sont importants à prendre en compte lors de la prescription de médicaments antipsychotiques, en particulier chez les patients plus jeunes qui pourraient souhaiter avoir des enfants à l'avenir.

### Chez l'homme
Les neuroleptiques peuvent avoir des effets significatifs sur la fertilité masculine. Ces médicaments peuvent interférer avec divers aspects de la fonction reproductive masculine, entraînant potentiellement des problèmes de fertilité temporaires ou permanents. L'un des principaux moyens par lesquels les composés affectent la fertilité masculine est l'inhibition de la spermatogenèse, qui est le processus de production de spermatozoïdes dans les testicules. Cet impact direct sur l'épithélium germinatif peut entraîner une réduction du nombre et de la qualité des spermatozoïdes.
En outre, les neuroleptiques peuvent perturber le transport des spermatozoïdes, un processus essentiel à une fertilisation réussie. Une étude sur l'halopéridol, un neuroleptique typique, a démontré que des doses élevées pouvaient diminuer l'indice de fertilité et augmenter les pertes pré-implantatoires chez les rats. La même étude a également révélé que l'halopéridol peut provoquer des changements histopathologiques dans les testicules, notamment la nécrose des spermatocytes pachytènes et l'atrophie des cellules de Leydig. Ces effets étaient plus prononcés avec des doses plus élevées et des périodes d'administration plus longues, suggérant que tant la posologie que la durée du traitement neuroleptique sont des facteurs importants dans leur impact sur la fertilité masculine.

### Chez la femme
Les antipsychotiques peuvent avoir des effets significatifs sur la fertilité féminine. Le principal mécanisme par lequel ceux-ci affectent la fertilité est en induisant une hyperprolactinémie,. Cela se produit en raison du blocage des récepteurs D2 sur les cellules lactotropes de l'hypophyse antérieure. L'hyperprolactinémie peut entraîner divers troubles de la reproduction, tels que des troubles de l'ovulation, des irrégularités menstruelles et une diminution des niveaux d'œstrogènes, autant de facteurs qui peuvent contribuer à l'infertilité,.
L'impact des antipsychotiques sur la fertilité varie en fonction du médicament spécifique utilisé. Les antipsychotiques typiques et certains antipsychotiques atypiques, comme la rispéridone, sont plus susceptibles de provoquer une hyperprolactinémie et des problèmes de fertilité subséquents,. Cependant, les antipsychotiques atypiques plus récents comme la clozapine et l'olanzapine ont un profil d'effets secondaires différent et sont moins susceptibles d'élever les niveaux de prolactine ou de provoquer une aménorrhée secondaire. Lorsque les antipsychotiques sont identifiés comme étant la cause de l'infertilité, les professionnels de santé doivent soigneusement évaluer la gravité des symptômes d'hyperprolactinémie, la durée du traitement et le risque de rechute psychiatrique avant de décider d'interrompre, de réduire ou de changer le médicament. Il est essentiel de concilier les besoins en santé mentale d'une femme avec son souhait d'avoir des enfants, car le traitement antipsychotique peut avoir un impact important sur la fertilité.

## Hyponatrémie
Le traitement antipsychotique à long terme peut entraîner une hyponatrémie, bien que le risque varie selon le médicament utilisé. Selon une revue systématique des études cliniques, les taux d'incidence de l'hyponatrémie liée à l'usage des antipsychotiques vont de 0,003 % à 86 %, avec des rapports de cotes pour le développement de l'hyponatrémie variant de 0,83 à 3,47. Les antipsychotiques typiques semblent présenter un risque plus élevé que les antipsychotiques atypiques, avec des rapports de cotes pour les antipsychotiques typiques allant de 2,9 à 31,3, tandis que pour les antipsychotiques atypiques, ces rapports sont compris entre 1,1 et 2,9. Le mécanisme à l'origine de cet effet indésirable n'est pas complètement élucidé, mais on pense qu'il résulte d'une altération de l'équilibre entre la transmission dopaminergique et sérotonergique provoquée par les médicaments antipsychotiques.
Les conséquences de l'hyponatrémie induite par les antipsychotiques sont importantes et peuvent représenter un défi majeur dans le traitement des patients souffrant de troubles psychiatriques. Cette condition peut provoquer des symptômes allant de légers (comme des maux de tête ou des nausées) à graves (telles que des convulsions ou un coma), et dans certains cas, elle peut mettre la vie en danger. La gestion de l'hyponatrémie requiert souvent un équilibre délicat entre la stabilité psychiatrique et la correction des déséquilibres électrolytiques. Comme le montrent certains cas cliniques, les patients peuvent avoir des niveaux de sodium fluctuants, ce qui implique des interventions régulières et des ajustements fréquents des traitements. Cela peut impliquer de modifier les doses d'antipsychotiques, de passer à des médicaments ayant des profils de risque plus faibles, ou d'introduire des traitements supplémentaires pour aider à stabiliser les niveaux de sodium.
La complexité de la gestion de l'hyponatrémie induite par les antipsychotiques souligne la nécessité d'une surveillance régulière et d'approches thérapeutiques individualisées. Une analyse pharmacovigilance-pharmacodynamique utilisant la base de données du Système de notification des événements indésirables de la FDA a révélé que le risque d'hyponatrémie est associé à des profils spécifiques d'occupation des récepteurs des antipsychotiques. Des niveaux plus élevés d'occupation des récepteurs D3 de la dopamine ont été associés à un risque accru d'hyponatrémie, tandis que l'occupation des récepteurs 5-HT2A de la sérotonine a montré un effet protecteur. Cette information peut aider les cliniciens à choisir des antipsychotiques ayant des profils de récepteurs plus favorables pour les patients à risque d'hyponatrémie. De plus, l'introduction d'autres médicaments, tels que le lithium, qui possède à la fois des effets stabilisateurs de l'humeur et des propriétés équilibrantes du sodium, peut être bénéfique dans certains cas. Étant donné le potentiel de complications graves et l'impact sur l'adhésion au traitement, les cliniciens doivent rester vigilants et adopter une approche proactive pour surveiller et gérer l'hyponatrémie chez les patients sous traitement antipsychotique à long terme.

## Syndrome malin des neuroleptiques
Le risque de développer un syndrome malin des neuroleptiques (SMN) ne semble pas augmenter avec le temps lors d'un traitement antipsychotique de longue durée. En effet, les données suggèrent que le SMN est plus susceptible de survenir au début du traitement ou lors de modifications du schéma thérapeutique.
Des études ont montré que le SMN survient généralement au cours de la première semaine suivant l’initiation d’un traitement par neuroleptiques, avec un délai moyen d’apparition de 10 jours. Selon Lazarus et al., 67 % des cas de SMN sont survenus dans la première semaine suivant l’introduction des neuroleptiques, et 96 % dans les 30 jours. Cela indique que le risque est le plus élevé aux premiers stades du traitement plutôt que d’augmenter avec le temps. De plus, il a été observé que le SMN est moins susceptible de survenir si un patient prend une dose stable d’antipsychotiques depuis une longue période et qu’il n’y a pas de problème d’observance.
Une étude nationale menée en Finlande a examiné l’incidence et les facteurs de risque du SMN chez des patients atteints de schizophrénie ou de trouble schizo-affectif. L’étude a révélé que les facteurs de risque du SMN incluaient des modifications du traitement antipsychotique, telles qu’une augmentation du nombre de médicaments, une diminution du nombre de médicaments ou un changement de traitement, ainsi que des doses plus élevées d’antipsychotiques. Ces résultats suggèrent que le risque de SMN est davantage lié aux modifications du traitement qu’à la durée d’utilisation des antipsychotiques. De plus, l’étude a rapporté que le SMN est réapparu chez seulement 5 des 119 patients (4,2 %) après une réintroduction des antipsychotiques, ce qui renforce l’idée qu’un traitement antipsychotique stable et prolongé n’augmente pas nécessairement le risque de SMN.

## Non-utilisation et utilisation sélective
Les résultats des personnes qui n'ont pas poursuivi un traitement antipsychotique après un épisode psychotique ont été un sujet de recherche important, avec des études montrant des résultats variés, en particulier dans les pays en développement.
Une étude importante, connue sous le nom d'International Pilot Study of Schizophrenia (IPSS), menée par l'Organisation mondiale de la santé, a révélé que les patients des pays en développement avaient de meilleurs résultats que ceux des pays développés, malgré des taux plus faibles de traitement antipsychotique continu. Cette étude, qui a suivi des patients pendant 2 à 5 ans dans neuf pays, a rapporté qu'environ 50 % des patients des pays en développement obtenaient de bons résultats à long terme, contre seulement 29 % dans les pays développés. Ces résultats indiquent que des facteurs autres que le traitement antipsychotique continu, tels que le soutien social et les attitudes culturelles, pourraient avoir un rôle déterminant dans le processus de rétablissement.
Cependant, des recherches plus récentes ont remis en question ces résultats antérieurs. Une étude de suivi de 20 ans menée en Finlande a révélé que le risque d'échec du traitement ou de rechute après l'arrêt de l'utilisation des antipsychotiques ne diminuait pas au fil du temps pendant les 8 premières années de la maladie. Cela suggère que même après de longues périodes de stabilité, l'arrêt des antipsychotiques peut comporter des risques significatifs. L'étude a également révélé que les patients ayant arrêté les antipsychotiques avaient des taux d'hospitalisation plus élevés et étaient moins susceptibles d'être en rémission par rapport à ceux ayant poursuivi le traitement.
Il est important de noter que les résultats de l'arrêt des antipsychotiques peuvent varier considérablement d'un individu à l'autre. Une méta-analyse des essais cliniques a trouvé des taux de rechute plus élevés chez les personnes qui réduisent ou arrêtent leur traitement antipsychotique d'entretien. Cependant, certaines études observationnelles à long terme ont suggéré qu'un sous-groupe de patients pourrait obtenir de meilleurs résultats fonctionnels après l'arrêt du traitement. Par exemple, une étude de suivi de 7 ans a révélé que les taux de rémission fonctionnelle étaient plus élevés dans le groupe d'arrêt (46 % contre 20 %). Ces résultats contradictoires soulignent la complexité de la question et la nécessité d'adopter des approches de traitement individualisées.

### Dialogue ouvert
L'approche Dialogue ouvert (en anglais : Open Dialogue, OD) implique une utilisation sélective des médicaments antipsychotiques dans le traitement de la psychose, ainsi qu'une adaptation de leur utilisation aux besoins individuels des patients. Une étude comparant les cohortes OD en Laponie occidentale avec des patients d'une autre province finlandaise a révélé qu'après deux ans, seulement 36 % des patients OD utilisaient des neuroleptiques, contre 100 % dans le groupe de comparaison. Malgré une utilisation plus faible des antipsychotiques, les patients OD ont montré de meilleurs résultats, avec 63-82 % se rétablissant des symptômes psychotiques et 64-91 % retournant au travail ou aux études, contre 50 % de rétablissement des symptômes et 43 % d'emploi dans le groupe de comparaison.
Une étude de suivi de 5 ans menée par Jakko Seikkula et al. (2006) a révélé que les patients OD étaient moins susceptibles d'utiliser des médicaments neuroleptiques par rapport aux groupes de traitement habituel (TAU). Seuls 36 % des patients OD utilisaient des neuroleptiques, contre 100 % des patients TAU,. En outre, une étude de suivi observationnel de 19 ans menée par Bergström et al. (2018) a rapporté des améliorations durables des résultats au fil du temps. À la fin de la période de suivi, 36 % des patients OD utilisaient des neuroleptiques, contre 81 % dans le groupe TAU,. La même étude a révélé que l'approche OD était associée à une réduction du besoin d'allocations d'invalidité. Seuls 33 % des patients OD touchaient une allocation d'invalidité, contre 61 % dans le groupe TAU.

### Étude RADAR
L'étude RADAR (Research into Antipsychotic Discontinuation and Reduction) était un essai contrôlé randomisé, ouvert et en groupes parallèles, réalisé en Angleterre, visant à évaluer les bénéfices et les risques d'une réduction progressive des doses d'antipsychotiques par rapport à un traitement de maintien chez les personnes souffrant de schizophrénie et d'autres troubles psychotiques récurrents,.
Les principales conclusions de l'étude RADAR incluent les suivantes :
1. Lors du suivi de 24 mois, il n'y avait pas de différence significative dans le fonctionnement social entre le groupe de réduction des antipsychotiques et le groupe de maintien[91].
2. La réduction médiane de la dose à n'importe quel moment pendant l'essai était de 67 % dans le groupe de réduction, contre zéro dans le groupe de maintien[91].
3. La majorité des participants ayant diminué leur dose d'antipsychotiques ont signalé une réduction des effets indésirables, notamment en ce qui concerne l'altération des facultés mentale, l'apathie et la sédation[96].
4. Plus de la moitié des participants du groupe de réduction ont observé une dégradation de leur santé mentale, comprenant des symptômes psychotiques et une augmentation de l'intensité émotionnelle[96].
5. Neuf (26 %) des 34 participants ayant complètement arrêté leurs antipsychotiques ont connu une rechute sévère nécessitant une hospitalisation[91].

Les résultats de l'étude ont des implications importantes pour la pratique clinique. Bien que la réduction des antipsychotiques n'ait pas amélioré le fonctionnement social comme anticipé, elle a contribué à réduire les effets secondaires pour de nombreux participants. Toutefois, l'augmentation du risque de rechute et de détérioration de la santé mentale met en évidence la nécessité d'une surveillance rigoureuse et d'approches personnalisées lors de la réduction des doses d'antipsychotiques,.

## Sevrage
Le syndrome de sevrage des antipsychotiques englobe un ensemble de symptômes physiques et psychologiques qui surviennent après l’arrêt ou la réduction de la dose de médicaments antipsychotiques. Selon des données issues d'une méta-analyse, la proportion de personnes présentant des symptômes de sevrage après un arrêt brutal des antipsychotiques oraux atteint 53 %. Ces symptômes apparaissent généralement dans les jours suivant la réduction de la dose et peuvent être classés en symptômes somatiques tels que nausées, sueurs et maux de tête ; symptômes moteurs incluant dyskinésie et parkinsonisme ; et symptômes psychologiques tels que l’anxiété, l’insomnie et, dans les cas graves, la psychose. Les symptômes psychiatriques de sevrage les plus fréquemment rapportés sont l’insomnie, l’anxiété et la dépression, tandis que les symptômes neurologiques courants incluent tremblements, maux de tête et vertiges. Les symptômes de sevrage apparaissent généralement dans les 4 semaines suivant l’arrêt et peuvent durer de 1 à 4 semaines, bien qu’une hyperkinésie puisse persister pendant plusieurs mois.

### Psychose d'hypersensibilité à la dopamine
La psychose d'hypersensibilité ou de supersensibilité à la dopamine représente une forme spécifique de sevrage aux antipsychotiques, caractérisée par l’apparition de symptômes psychotiques après l’arrêt ou la réduction de la dose de médicaments antipsychotiques. Ce phénomène résulte d’une régulation positive des récepteurs dopaminergiques D2, provoquée par un traitement antipsychotique prolongé, entraînant une augmentation compensatoire du nombre de récepteurs D2 dans le cerveau, ce qui sensibilise les neurones à la libération endogène de dopamine. 
Les manifestations cliniques de la psychose d'hypersensibilité se définissent généralement par trois observations majeures : le développement d’une tolérance aux antipsychotiques, la présence de dyskinésie tardive et une rechute psychotique aiguë pendant ou après l’arrêt du traitement.
La psychose d'hypersensibilité coexiste fréquemment avec la dyskinésie tardive et est considérée comme ayant une étiologie similaire. Les taux de prévalence de la psychose de supersensibilité restent élevés chez les patients atteints de schizophrénie, atteignant 30 % et même 70 % chez ceux présentant une schizophrénie résistante au traitement.

### Profil de sevrage de la clozapine
La clozapine présente le syndrome de sevrage le plus sévère parmi les antipsychotiques, avec une psychose liée au sevrage survenant dans jusqu’à 20 % des cas. L’arrêt de la clozapine peut provoquer l’apparition soudaine de symptômes psychotiques qui survient généralement dans un délai de 1 à 2 semaines après l’arrêt.
Chez deux patients atteints de schizophrénie chronique ayant pris de la clozapine pendant plus de six mois, un arrêt brutal a entraîné une aggravation très marquée de la psychose en l’espace de 24 à 48 heures, les symptômes les plus marquants étant des hallucinations auditives et des idées de persécution.
La survenue rapide d’une psychose observée lors du sevrage de la clozapine a été considérée comme un marqueur potentiel de supersensibilité, et le taux de rechute psychotique chez les patients ayant arrêté la clozapine est cinq fois plus élevé que celui observé avec les antipsychotiques classiques tels que l’halopéridol ou le flupenthixol.
Après seulement 4 semaines de traitement par clozapine, 13 % des patients arrêtant brusquement le médicament ont présenté des symptômes modérés à sévères de nausées, vomissements et diarrhées, et 40 % ont présenté des symptômes légers, attribués à un rebond cholinergique.

### Antipsychotiques à haut risque de sevrage sévère
Plusieurs antipsychotiques sont associés à des symptômes de sevrage particulièrement sévères, selon les données de pharmacovigilance et les rapports cliniques. Le tiotixène présente le risque le plus élevé de déclaration de syndrome de sevrage, avec un odds ratio rapporté (ROR) de 7,08, suivi du pimozide (ROR : 4,35), de la quétiapine (ROR : 4,24), de la thioridazine (ROR : 4,17) et de la ziprasidone (ROR : 2,98).
Le sevrage de la quétiapine peut provoquer de graves symptômes tels que vertiges, accélération du rythme cardiaque, insomnie, nausées et vomissements, avec comme conséquence rare une dyskinésie de sevrage, caractérisée par des mouvements anormaux et involontaires du haut du corps ou des muscles du visage.
Les antipsychotiques de première génération, en particulier l’halopéridol, présentent des symptômes moteurs de sevrage avec un taux d’incidence rapporté de 31 à 50 % après un arrêt brutal suivant un traitement prolongé.
Le sevrage de la fluphénazine a été associé à une augmentation des taux de rechute : 46,7 % des patients ont rechuté dans les 24 mois suivant l’arrêt, contre seulement 6,7 % pendant la période précédant le sevrage.

### Mécanismes et implications cliniques
Le mécanisme sous-jacent du syndrome de sevrage aux antipsychotiques implique une hypersensibilité dopaminergique au niveau des voies nigrostriées, induite par un traitement antipsychotique prolongé. Lorsque les antipsychotiques sont arrêtés brutalement, les récepteurs dopaminergiques sensibilisés sont exposés à des niveaux physiologiques de dopamine, ce qui peut entraîner une augmentation de l’activité dopaminergique striatale.
Des études animales montrent qu’un traitement chronique par l’halopéridol entraîne une augmentation de 2 à 3 fois du nombre de récepteurs D2, avec un maintien de ce taux élevé pendant plus de deux mois après l’arrêt. Les études d’imagerie moléculaire chez l’humain confirment cet effet, révélant une disponibilité accrue des récepteurs D2/D3 uniquement chez les sujets exposés aux antipsychotiques, une étude ayant quantifié cette hausse à +30 % par rapport aux patients n’ayant jamais reçu de traitement antipsychotique.
L’importance clinique est soulignée par le fait que des personnes sans antécédents de psychose peuvent développer des symptômes psychotiques après l’arrêt brutal d’antagonistes dopaminergiques utilisés dans un contexte non psychiatrique, ce qui soutient l’hypothèse de l’hypersensibilité dopaminergique.
Le nombre nécéssaire à traiter (NNT ou NST) en cas de symptômes de sevrage après l’arrêt des antipsychotiques est de 3, ce qui signifie que pour trois patients arrêtant leur traitement, un présentera des symptômes de sevrage.

## Affaires judiciaires
Plusieurs procès ont été intentés contre des sociétés pharmaceutiques concernant les effets secondaires des médicaments antipsychotiques (neuroleptiques). Ces procès se sont concentrés à la fois sur les risques pour la santé associés à ces médicaments et sur les pratiques de commercialisation des entreprises. Les affaires les plus médiatisées impliquent des médicaments tels que le Risperdal (rispéridone), l'Invega (paliperidone), le Zyprexa (olanzapine) et le Seroquel (quétiapine), produits par des grandes sociétés telles que Johnson & Johnson, Janssen Pharmaceuticals, Eli Lilly et AstraZeneca,,,,.
Une vague importante de litiges s’est concentrée sur le lien entre certains antipsychotiques et le cancer du sein. Certains procès allèguent qu’une utilisation à long terme de médicaments comme Risperdal et Invega peut augmenter de manière significative le risque de cancer du sein, principalement en raison de leur effet sur les niveaux de prolactine. Les plaignants affirment que les fabricants, notamment Janssen Pharmaceuticals (une filiale de Johnson & Johnson), n’ont pas averti suffisamment les patients et les médecins de ces risques, malgré des preuves et des études internes indiquant un lien entre l’élévation de la prolactine et le cancer,. En 2025, une affaire emblématique a été déposée en Californie contre Johnson & Johnson et Eli Lilly, leur reprochant d’avoir dissimulé pendant des décennies des preuves du risque de cancer associé au Risperdal et au Zyprexa.
Le Risperdal a été au cœur de milliers de procès alléguant qu’il provoquait une gynécomastie (développement anormal de la poitrine chez les hommes), un effet secondaire lié à une augmentation du taux de prolactine. En 2019, un jury de Pennsylvanie a ordonné à Johnson & Johnson de verser 8 milliards de dollars de dommages-intérêts punitifs à un seul plaignant ayant développé une gynécomastie après avoir pris du Risperdal, estimant que la société n’avait pas suffisamment averti du risque. 
Au-delà des effets secondaires, certaines sociétés pharmaceutiques ont également été confrontées à d’importants règlements juridiques pour la commercialisation inappropriée d’antipsychotiques. Johnson & Johnson, AstraZeneca et Eli Lilly ont tous été contraints de verser des milliards pour régler des poursuites gouvernementales selon lesquelles ils avaient promu des médicaments comme le Risperdal, le Seroquel et le Zyprexa pour des usages non approuvés (hors indication), exposant ainsi les patients à des risques non validés par les autorités réglementaires,,,. Par exemple, Eli Lilly a accepté en 2009 de payer 1,415 milliard de dollars pour régler des accusations criminelles et civiles relatives à la commercialisation du Zyprexa pour des usages non approuvés par la FDA. De même, AstraZeneca a payé 520 millions de dollars en 2010 pour régler des accusations concernant la promotion illégale du Seroquel.

### Rispéridone
Le Risperdal, fabriqué par Johnson & Johnson et sa filiale Janssen Pharmaceuticals, a fait l’objet d’une vaste série de procès en raison de ses effets secondaires. Les affaires les plus marquantes se sont concentrées sur la gynécomastie, une maladie caractérisée par une croissance anormale de la poitrine chez les hommes, en particulier chez les garçons et les jeunes hommes. Plus de 13 400 plaignants ont intenté des poursuites contre les fabricants du médicament, alléguant que le Risperdal avait provoqué cet effet ainsi que d’autres effets indésirables, tels que le syndrome malin des neuroleptiques, la dyskinésie tardive, une glycémie élevée, le diabète et des accidents vasculaires cérébraux. Ces risques sont particulièrement marqués chez les patients âgés et ceux souffrant de pathologies préexistantes.
En plus de la gynécomastie, des procès récents ont ciblé le lien présumé entre le Risperdal et le cancer du sein. En avril 2025, une affaire emblématique a été déposée en Californie, affirmant que Johnson & Johnson et Janssen Pharmaceuticals ont sciemment dissimulé des preuves selon lesquelles le Risperdal peut provoquer un cancer du sein. La plaignante, Bridgett Brown, a été diagnostiquée d’un cancer du sein après une utilisation prolongée du Risperdal et de ses équivalents génériques. Le procès allègue que les fabricants étaient au courant du lien entre l’hyperprolactinémie induite par le Risperdal et le cancer, mais n’ont pas averti les patients et les médecins, maintenant des notices qui niaient tout risque de cancer jusqu’en 2025. Les plaignants et leurs avocats soutiennent que la société avait l’obligation d’informer le public de ces risques et n’a pas rempli ce devoir, ce qui a entraîné des préjudices importants et des poursuites en cours.

### Olanzapine
Le Zyprexa, produit par Eli Lilly, a également fait l’objet de nombreux procès liés à de graves effets secondaires. Les patients ont signalé des problèmes tels que la dyskinésie tardive, la pancréatite, l’insuffisance rénale, les troubles du rythme cardiaque, les convulsions, une prise de poids importante et le diabète. La FDA a exigé qu’Eli Lilly modifie l’étiquetage du Zyprexa après que des preuves ont établi un lien entre le médicament et un risque accru de diabète et d’hyperglycémie. Ces effets secondaires ont servi de fondement à des demandes de responsabilité du fait des produits, les personnes concernées réclamant une indemnisation pour les dommages subis à la suite de la prise de Zyprexa.
Les défis juridiques contre Eli Lilly ne se sont pas seulement concentrés sur les effets secondaires, mais aussi sur les pratiques de commercialisation de l’entreprise. En 2009, Eli Lilly a plaidé coupable à une accusation criminelle de mauvaise désignation du Zyprexa et a accepté de payer une amende de 515 millions de dollars, ainsi qu’un règlement civil de 800 millions de dollars. La société a reconnu avoir promu le Zyprexa pour des usages hors indication, en particulier chez les patients âgés atteints de démence, ce qui n’avait pas été approuvé par la FDA. Ces règlements ont permis de résoudre des poursuites intentées par les gouvernements fédéral et des États en vertu de la loi sur les fausses déclarations, ainsi que par des lanceurs d’alerte.
La plupart des poursuites de patients contre Eli Lilly concernant les risques pour la santé du Zyprexa ont été réglées dans le cadre d’un accord de 1,2 milliard de dollars couvrant environ 31 000 réclamations. Cependant, certains cas sont allés jusqu’au procès, avec des résultats mitigés. Par exemple, dans une affaire californienne, le jury a estimé qu’Eli Lilly avait correctement averti des risques du médicament, mais l’entreprise a continué de faire face à des litiges en cours de la part de patients et d’entités gouvernementales concernant à la fois les questions de sécurité et de commercialisation.

### Quétiapine
Les entreprises pharmaceutiques, en particulier AstraZeneca, ont fait face à de nombreuses poursuites judiciaires concernant les effets secondaires et les pratiques de commercialisation liées à la quétiapine, vendue sous le nom de marque Seroquel. L’une des premières et des plus importantes vagues de litiges s’est concentrée sur l’association du médicament à des effets secondaires graves, tels que le diabète, la pancréatite, voire la mort. Des milliers de poursuites individuelles et collectives ont été déposées par des patients affirmant avoir subi des préjudices graves après avoir utilisé le Seroquel, avec des allégations selon lesquelles AstraZeneca n’aurait pas suffisamment averti des risques encourus. Beaucoup de ces affaires ont été regroupées dans le cadre d’un litige multidistrict fédéral, et des accords de règlement ont été conclus dans des milliers de cas individuels, bien que certaines réclamations continuent d’être déposées au fur et à mesure que de nouveaux effets indésirables apparaissent,,.
Un tournant majeur est survenu en 2010, lorsque AstraZeneca a accepté de payer 520 millions de dollars pour régler des accusations portées par le gouvernement américain selon lesquelles la société aurait commercialisé illégalement le Seroquel pour des usages hors indication non approuvés par la FDA, tels que le traitement de l’agressivité, de la maladie d’Alzheimer, de l’anxiété et des troubles du sommeil chez les enfants et les personnes âgées. Le gouvernement a allégué que les actions d’AstraZeneca avaient conduit à des prescriptions généralisées pour des conditions non approuvées, mettant en danger des populations vulnérables et coûtant des centaines de millions de dollars aux contribuables via des fraudes à Medicare et Medicaid. Ce règlement, l’un des plus importants de ce type à l’époque, ne comprenait pas d’admission de culpabilité de la part d’AstraZeneca, mais la société s’est engagée à mettre en place des mesures de conformité plus strictes à l’avenir,.
En plus des actions fédérales, un règlement record de 68,5 millions de dollars impliquant plusieurs États a été conclu en 2010 entre AstraZeneca et les procureurs généraux de 38 États ainsi que du district de Columbia. Cet accord a permis de résoudre les allégations selon lesquelles AstraZeneca aurait mené des pratiques de marketing déloyales et trompeuses, notamment en promouvant le Seroquel pour des usages non approuvés et en omettant de divulguer ses effets secondaires dangereux, tels que l’hyperglycémie, le diabète et les complications cardiovasculaires. Le règlement a imposé de nouvelles restrictions sur les pratiques de marketing d’AstraZeneca, notamment des exigences de transparence concernant les paiements aux médecins et des interdictions d’inciter à la promotion hors indication.
Les litiges ont également porté sur des pratiques anticoncurrentielles plutôt que sur de simples questions de sécurité. En 2024, une action collective a été certifiée contre AstraZeneca et ses concurrents génériques, alléguant qu’ils avaient conclu des accords illégaux visant à retarder l’introduction de versions génériques moins chères du Seroquel XR, la formulation à libération prolongée de la quétiapine. Les plaignants dans cette affaire affirment que ces actions ont maintenu artificiellement le prix des médicaments à un niveau élevé, portant préjudice aux acheteurs et enfreignant les lois antitrust.